# عقد 1250
عقد 1250 هو عقد امتد بين 1 يناير 1250 و31 ديسمبر 1259 بحسب التقويم الميلادي. سبقه عقد 1240 ولحقه عقد 1260.

## أحداث
- حملة الرعاة الصليبية (1251)

## مواليد
- هوجو توكيمونه (1251)
- كونرادين (1252)
- إيزابيلا دي إبيلين (1252)
- أمير خسرو (1253)
- شمس الدين الأنصاري (1256)
- جان تريستان، كونت فالوا (1250)
- ابن المطهر الحلي (1250)
- بياتريس من بورغندي، ليدى بوربون (1257)
- إبراهيم الدسوقي (1255)
- بلانش من فرنسا، إنفانتا قشتالة (1253)
- عبد الحق بن إسماعيل البادسي (1252)

## وفيات
- إيزبيلا ملكة أرمينيا (1252)
- بوهيموند الخامس (1252)
- فخر الدين يوسف بن شيخ الشيوخ (1250)
- إيل جيكداي نويان (1252)
- سبط ابن الجوزي (1256)
- توران شاه (1250)
- تيريزا البرتغالية (1250)
- سرقويتي بيجي (1252)
- مافالدا البرتغالية (1256)
- نجم الدين الرازي (1256)
- ابن سهل الأندلسي (1251)

## كتب
- Yves Denis Papin (1998). Chronologie de l'histoire ancienne. Lieu de publication non identifié: Éditions Jean-paul Gisserot. ISBN:2-87747-346-5. OCLC:40746926. مؤرشف من الأصل في 2022-03-16.
- موسوعة حضارة العالم (2002) لأحمد محمد عوف.

## روابط خارجية
- تصفح سنة بسنة عقد 1250 على موقع onthisday.com
- تصفح سنة بسنة عقد 1250 ابتداءً من سنة عقد 1250 على موقع المكتبة الوطنية الفرنسية